# Luis Varela y Orbegoso
Luis Varela y Orbegoso (Chorrillos, Lima, 25 de febrero de 1878-Madrid, 2 de junio de 1930) fue un escritor, periodista, docente universitario y diplomático peruano. Destacó como columnista del diario El Comercio, bajo el seudónimo de Clovis. Se dedicó especialmente a las investigaciones biográficas y genealógicas.

## Biografía
Hijo del magistrado Felipe Varela y Valle, y Rosa Orbegoso y Riglos, descendientes de la clase alta virreinal. Cursó sus estudios escolares en el Colegio Nacional Nuestra Señora de Guadalupe. En 1897 ingresó a la Universidad Mayor de San Marcos, donde se graduó de bachiller y doctor en Ciencias Políticas y Administrativas. También se graduó de bachiller en Jurisprudencia y se recibió como abogado (1904). Posteriormente se graduó de doctor en Letras con una tesis sobre Periodismo y Literatura (1925).
En 1901 empezó a laborar en el Colegio Guadalupe como secretario, encargándose de redactar el primero y único tomo de los Anales del colegio, que contiene valiosa información histórica (1902). En dicho plantel ejerció también la docencia, enseñando las asignaturas de Historia y Geografía; uno de sus alumnos fue el célebre Abraham Valdelomar. El escritor Luis Alberto Sánchez lo describe así: «Era un hombre de refinado gusto y de pocas inquietudes donjuanescas».
En 1908 inició su labor periodística, como redactor del diario El Comercio, donde popularizó la columna «La perspectiva diaria», que firmaba con el seudónimo de Clovis. Se trata de una serie de crónicas, escritas en prosa literaria y elegante. Llegó a ser editor-jefe de dicho diario.
En 1914 fue nombrado secretario de la legación peruana en Países Bajos. En 1915, en plena Primera Guerra Mundial, regresó al Perú, y obtuvo empleo en la Cámara de Diputados, como secretario de la oficialía mayor y jefe de la sección de presupuesto. De manera eventual ejerció como visitador de instrucción del departamento de Lambayeque.
En 1919 viajó nuevamente a Europa, para ejercer como secretario de la legación peruana en Bélgica, siendo ascendido a encargado de negocios en 1921. Ese mismo año pasó a Grecia con el mismo rango diplomático.

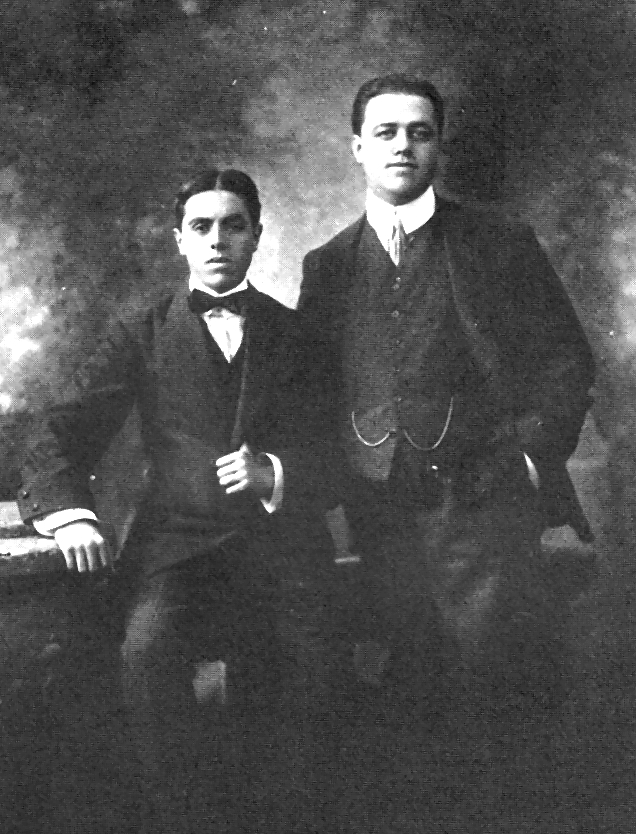
Luis Varela y Orbegoso (de pie) junto a su colega Juan Francisco Pazos Varela.

De regreso al Perú, fue nombrado director de la Biblioteca de la Universidad Nacional Mayor de San Marcos en reemplazo del fallecido Pedro Zulen (1925). Y de manera interina, ese mismo año asumió la secretaría general de la Universidad. Luego se integró a la plana docente como catedrático de Literatura Castellana (1926).
En 1927 viajó por Estados Unidos y Europa. De regreso al Perú, asumió como catedrático de Historia Política y Diplomática Contemporánea, en la Facultad de Ciencias Políticas y Administrativas de la Universidad de San Marcos (1929). Al año siguiente emprendió un nuevo viaje a Europa. Estando en Madrid falleció de manera sorpresiva. Tenía 52 años.
Fue miembro del Instituto Histórico del Perú y de la Sociedad Geográfica de Lima.

## Publicaciones
Publicó los siguientes libros:
- 1900: El arbitraje internacional. Tesis de bachillerato en Ciencias Políticas y Administrativas.
- 1900:  Un ensayo federal. Tesis de doctorado en Ciencias Políticas y Administrativas.
- 1900: La criminología de Garófalo y la pena de muerte Tesis de bachillerato en Jurisprudencia.
- 1905: Apuntes para la historia de la sociedad colonial (segunda edición ampliada en 1924, en dos volúmenes).
- 1906: Texto de Geografía general (en tres volúmenes).
- 1916: Los presidentes de la H. Cámara de Diputados del Perú.
- 1924: La universidad y la República.
- 1925: Periodismo y literatura. Tesis para su doctorado en Letras.
- 1925: Periodismo y diplomacia.

Compiló la colección de Documentos del gran mariscal don Luis José de Orbegoso, en tres volúmenes (Lima, 1908-1929).
Y en colaboración con Juan Francisco Pazos Varela, editó la obra del cronista colonial Giovanni Anello Oliva, titulada Historia del reino y provincias del Perú, de sus incas, reyes, Descubrimiento y Conquista por los españoles de la corona de Castilla (Lima, 1895).